# Nueve de Julio (distrito)
Nueve de Julio é um distrito da província de Concepción, localizado do Departamento de Junín, Peru.

## Transporte
O distrito de Nueve de Julio não é servido pelo sistema de estradas terrestres do Peru.